# Martin Lukeman
Martin Lukeman (* 26. März 1985 in Watford) ist ein englischer Dartspieler.

## Karriere
Martin Lukeman spielt seit 2014 auf internationaler Ebene Darts. Zuvor war er nur auf regionaler Ebene in Pubs im Darts aktiv. Beim BDO Gold Cup erreichte er das Achtelfinale und versuchte sich danach auf der PDC Challenge Tour. Dort gewann Lukeman das 16. Turnier des Jahres 2015. Auch 2016 spielte er die Challenge Tour und nahm erfolglos an der PDC Qualifying School teil. Bei den UK Open Qualifiers 2017 konnte er dreimal Preisgeld einspielen und war somit bei den UK Open 2017 startberechtigt. Dort spielte Lukeman groß auf und besiegte auf seinem Weg ins Achtelfinale unter anderem Chris Dobey. Gegen Ian White unterlag er dann schließlich deutlich mit 3:10 Legs. Die folgenden Jahre verliefen wenig erfolgreich. 2020 pausierte Lukeman vollständig. Im Folgejahr schaffte er es dann jedoch über die Rangliste bei der Qualifying School sich eine Tourkarte für die nächsten zwei Jahre auf der PDC Pro Tour zu sichern. Bei seiner zweiten Teilnahme an den UK Open scheiterte Lukeman direkt in der ersten Runde.
Bei seinem ersten Pro Tour-Jahr kam Lukeman beim Players Championship Nummer 12 einmal bis ins Halbfinale, ohne sich jedoch für ein weiteres Major qualifizieren zu können. Dafür qualifizierte er sich erstmals für ein Event der European Darts Tour, welches aufgrund der COVID-19-Pandemie jedoch erst im Folgejahr ausgetragen werden konnte.
Bei den International Darts Open 2022 gab Lukeman schließlich sein European Tour-Debüt. Er traf in Runde eins auf Dimitri Van den Bergh und verlor 2:6. Bei den UK Open gewann Lukeman zunächst gegen Adam Hunt, bevor er mit 9:10 denkbar knapp gegen Jonny Clayton verlor.
Bei der German Darts Championship 2022 konnte Lukeman erstmals Siege auf der European Tour erringen. Nachdem er sich mit 6:2 gegen Jimmy Hendriks durchsetzen konnte, behauptete er sich auch im Last-Leg-Decider gegen Damon Heta, bevor er in der dritten Runde am späteren Turniersieger Michael van Gerwen scheiterte. Beim Players Championship Nummer 13 des Jahres 2022 kam Lukeman daraufhin bis ins Viertelfinale.
Seinen bis dato größten Erfolg erspielte sich Lukeman beim German Darts Grand Prix Mitte April 2022. Nachdem er sich gegen Adam Gawlas, Gabriel Clemens, Keane Barry und Martin Schindler durchsetzen konnte, gewann Lukeman erstmals ein Pro Tour-Halbfinale, indem er sich mit 7:5 gegen Damon Heta durchsetzte und somit ins Finale einzog. In diesem hatte er jedoch keine Chance gegen Luke Humphries und verlor mit 2:8. Dennoch strich er für diese Leistung ein Preisgeld von £10.000 ein. Zudem gelang es Lukeman sich bis ins Viertelfinale des World Grand Prix vorzuspielen. Dabei besiegte er unter anderem James Wade.
Bei der PDC World Darts Championship 2023 gab Lukeman sein WM-Debüt und musste sich in der zweiten Runde dem Deutschen Martin Schindler geschlagen geben. Darüber hinaus hielt die Saison allerdings nur wenige Highlights für ihn bereit.
Bei der Weltmeisterschaft 2024 verlor Lukeman erneut in Runde zwei, dieses Mal gegen den Australier Damon Heta. Bei den UK Open 2024 erreichte er dann sein zweites Major-Viertelfinale. Im November 2024 erreichte Lukeman erstmals das Finale eines Major-Turniers. Beim Grand Slam of Darts spielte er sich bis ins Endspiel vor, das er mit 3:16 gegen Luke Littler verlor. Lukeman strich ein Preisgeld von £ 70.000 ein. Er hatte zuvor das Qualifikationsturnier bestreiten müssen.

## Weltmeisterschaftsresultate

### PDC
- 2023: 2. Runde (1:3-Niederlage gegen  Martin Schindler)
- 2024: 2. Runde (1:3-Niederlage gegen  Damon Heta)
- 2025: 2. Runde (1:3-Niederlage gegen  Andrew Gilding)

## Turnierergebnisse
| Turnier                     | 2017               | ......             | 2021               | 2022               | 2023               | 2024               | 2025               |
| --------------------------- | ------------------ | ------------------ | ------------------ | ------------------ | ------------------ | ------------------ | ------------------ |
| PDC-Ranking-Turniere        |                    |                    |                    |                    |                    |                    |                    |
| Weltmeisterschaft           | nicht qualifiziert | nicht qualifiziert | nicht qualifiziert | nicht qualifiziert | 2R                 | 2R                 | 2R                 |
| World Masters               | nicht ausgetragen  | nicht ausgetragen  | nicht ausgetragen  | nicht ausgetragen  | nicht ausgetragen  | nicht ausgetragen  | VR                 |
| UK Open                     | AF                 | n/q                | 1R                 | 4R                 | 4R                 | VF                 | 4R                 |
| World Matchplay             | nicht qualifiziert | nicht qualifiziert | nicht qualifiziert | 1R                 | nicht qualifiziert | nicht qualifiziert | nicht qualifiziert |
| World Grand Prix            | nicht qualifiziert | nicht qualifiziert | nicht qualifiziert | VF                 | n/q                | n/q                |                    |
| European Championship       | nicht qualifiziert | nicht qualifiziert | nicht qualifiziert | 1R                 | n/q                | n/q                |                    |
| Grand Slam of Darts         | nicht qualifiziert | nicht qualifiziert | nicht qualifiziert | nicht qualifiziert | nicht qualifiziert | F                  |                    |
| Players Championship Finals | nicht qualifiziert | nicht qualifiziert | nicht qualifiziert | 1R                 | 1R                 | 1R                 |                    |
| Karrierestatistiken         |                    |                    |                    |                    |                    |                    |                    |
| Platzierung am Jahresende   | 119                | –                  | 112                | 41                 | 36                 | 38                 |                    |

| Legende zu den Turnierergebnissen | Legende zu den Turnierergebnissen | Legende zu den Turnierergebnissen | Legende zu den Turnierergebnissen | Legende zu den Turnierergebnissen | Legende zu den Turnierergebnissen | Legende zu den Turnierergebnissen | Legende zu den Turnierergebnissen | Legende zu den Turnierergebnissen | Legende zu den Turnierergebnissen |
| --------------------------------- | --------------------------------- | --------------------------------- | --------------------------------- | --------------------------------- | --------------------------------- | --------------------------------- | --------------------------------- | --------------------------------- | --------------------------------- |
| n/t                               | nicht teilgenommen                | n/q                               | nicht qualifiziert                | n/a                               | nicht ausgetragen                 | #R                                | Aus in jeweiliger Runde           | GP                                | Aus in der Gruppenphase           |
| AF                                | Achtelfinalist                    | VF                                | Viertelfinalist                   | HF                                | Halbfinalist                      | F                                 | Turnierfinalist                   | S                                 | Turniersieger                     |

## Titel

### PDC
- Secondary Tour Events
  - PDC Challenge Tour
    - PDC Challenge Tour 2015: 16